# Пчеловодное (деревня)
Пчеловодное — деревня в городском округе Кашира Московской области России.
Прежнее название — Душегубово. Указом Президиума Верховного Совета РСФСР от 07.06.1939 г. была переименована в Пчеловодное — по названию ближайшей железнодорожной станции.

## Население
| 2002 | 2010 |
| ---- | ---- |
| 38   | ↗79  |